# First Division 1909/1910
Dvacátý druhý ročník First Division (1. anglické fotbalové ligy) se konal od 1. září 1909 do 30. dubna 1910.
Sezonu vyhrál pošesté ve své historii Aston Villa. Nejlepším střelcem se stal hráč Liverpoolu Jack Parkinson, který vstřelil 30 branek.